# Tresa (kommun)

Flagga

Tresa är en kommun i distriktet Lugano i kantonen Ticino, Schweiz. Kommunen skapades den 18 april 2021 genom sammanslagningen av de tidigare kommunerna Croglio, Monteggio, Ponte Tresa och Sessa. Tresa har 3 129 invånare (2023).